# Patrick Baum (Tischtennisspieler)
Patrick Baum (* 23. Juni 1987 in Worms) ist ein deutscher Tischtennisspieler. Er wurde im Einzel 2005 Juniorenweltmeister, 2010 und 2011 Vizeeuropameister und 2016 Deutscher Meister.

## Karriere
Sehr früh kam der Linkshänder Patrick Baum zum Tischtennis, sicherlich auch durch seinen ebenfalls erfolgreichen älteren Bruder Björn Baum und seinen Vater Arthur Baum, einen ehemaligen Zweitligaspieler, der zudem Verbandstrainer im Rheinhessischen TT-Verband war und bis zu dessen Tod 2014 als sein Privattrainer fungierte. Auch seine Mutter Gabi Baum hatte früher Regionalliga-Stärke. Nach der elften Klasse verließ Patrick Baum die Schule und schlug eine Profikarriere ein.
Bereits 1997 erreichte er im Alter von 10 Jahren einen 5. Platz bei den deutschen U15-Meisterschaften. 2001 schließlich wurde er Deutscher Schülermeister. 2002 gewann er als 15-Jähriger die deutsche Jugendmeisterschaft und die Europameisterschaft mit der Mannschaft. Am 4. Januar 2005 bestritt Baum sein erstes Spiel in der Nationalmannschaft. Im EM-Qualifikationsspiel gegen England besiegte er Andrew Rushton mit 3:1.
Im Jahr 2005 wurde Baum durch einen Endspielsieg über den Japaner Jun Mizutani Juniorenweltmeister, bis zum Weltmeistertitel von Annett Kaufmann im November 2024 war er der einzige deutsche Spieler, dem dies gelang. Mit seinem damaligen Verein TTV Gönnern gewann er im selben Jahr die Champions League. Den CL-Titel konnte er 2006 mit Gönnern erfolgreich verteidigen, darüber hinaus gewann er das Deutsche Top12-Turnier der Herren und wurde Dritter bei den deutschen Meisterschaften der Herren. Bei der Wahl zu Deutschlands Juniorsportler des Jahres 2006 belegte er hinter Amelie Kober und Magdalena Neuner den dritten Rang.
Ab der Saison 2006/07 spielte Baum beim TTC Frickenhausen in der Bundesliga. 2009 schloss er sich dem TTC Grenzau, 2010 der Borussia Düsseldorf an. 2008 und 2010 wurde er mit Dimitrij Ovtcharov Deutscher Meister im Doppel. Bei der Europameisterschaft 2010 erreichte er mit Siegen über Wladimir Samsonow und Werner Schlager überraschend das Finale des Einzelwettbewerbes. Dort verlor er gegen seinen Düsseldorfer Teamkameraden Timo Boll. Auch 2011 zog er ins Finale der Europameisterschaft ein, wo er erneut Timo Boll unterlag. In beiden Jahren gewann er mit der Mannschaft den Europameistertitel.
2013 erreichte Baum bei der Weltmeisterschaft das Viertelfinale, wo er dem chinesischen Titelverteidiger und Olympiasieger Zhang Jike nach gewonnenem ersten Satz mit 1:4 unterlag. In der Runde zuvor bezwang er Dimitrij Ovtcharov, mit dem er seit Schülerzeiten befreundet ist. Im gleichen Jahr wurde er mit der Mannschaft erneut Europameister, während er im Einzel im Achtelfinale an Tiago Apolónia scheiterte.
Kurz vor der Team-Europameisterschaft 2014 im September in Lissabon, als Baum mit Weltranglistenplatz 14 gerade sein Karrierehoch erreicht hatte, starb sein Vater und Trainer Arthur Baum unter nicht genau geklärten Umständen bei einem Verkehrsunfall. Baum bestritt danach für ein halbes Jahr keine Wettkämpfe und gab bei den German Open im März 2015 sein Comeback. Für die folgende Saison 2015/16 wechselte er zum französischen Erstligisten Caen TTC. Im Herbst gewann er bei den Europameisterschaften mit der Mannschaft die Silbermedaille, kam bei der WM im nächsten Jahr aber nicht zum Einsatz – nach dem Tod seines Vaters war er in der Weltrangliste zu diesem Zeitpunkt bereits bis auf Rang 55 zurückgefallen.
Im März 2016 wurde er Deutscher Meister und gewann damit erstmals einen Einzeltitel im Erwachsenenbereich. Zur Saison 2016/17 wechselte er wieder in die deutsche Bundesliga zum 1. FC Saarbrücken. 2018 schloss er sich AS Pontoise-Cergy TT an und gewann mit den Franzosen in der Saison 2020/21 den Europe Cup. 2021 kehrte er in die TTBL zum TTC Zugbrücke Grenzau zurück.

## Titel und Erfolge
- Vizeweltmeister Mannschaft 2012
- Vizeeuropameister im Einzel 2010 und 2011
- Viertelfinale Weltmeisterschaft 2013 im Einzel
- Europameister Mannschaft 2010, 2011, 2013
- Gewinner Korea Open 2010 im Herrendoppel (mit Bastian Steger)
- Deutscher Meister im Herren-Einzel 2016
- Deutscher Meister im Herrendoppel 2008, 2010 (mit Dimitrij Ovtcharov)
- Deutscher Meister im Gemischten Doppel 2006 (mit Zhenqi Barthel)
- Champions-League-Sieger mit Borussia Düsseldorf 2011
- Champions-League-Sieger mit TTV RE-BAU Gönnern 2005, 2006
- ETTU-Cup-Sieger mit Borussia Düsseldorf 2012 und der AS Pontoise-Cergy TT 2021
- Deutscher Meister mit Borussia Düsseldorf 2011, 2012, 2014
- Deutscher Meister mit dem TTC Frickenhausen 2007
- Deutscher Pokalmeister mit Borussia Düsseldorf 2011, 2013, 2014
- 1. Platz Juniorenweltmeisterschaft 2005
- 1. Platz DTTB-TOP12 Herren 2006
- 3. Platz Deutsche Meisterschaften der Herren 2006 im Einzel
- 3. Platz bei Jungen-WM 2004 im Team
- 1. Platz bei der Jugend-EM 2002 im Doppel (mit Benjamin Rösner)
- 3. Platz bei Jungen-EM 2004 im Einzel
- 1. Platz bei Jungen-EM 2004 im Team
- 2. Platz Europe TOP-12 der Jugend 2005
- 1. Platz bei den Danish Open (Junioren) 2005
- 1. Platz bei den Polish Open (U-21) 2006
- 3. Platz bei den Austria Open in Salzburg 2008
- 2. Platz bei den Japan Open 2009

## Ehrungen
2006 erhielt Patrick Baum in Worms den Förderpreis des Rotary Clubs.

## Turnierergebnisse
| Verband | Veranstaltung                        | Jahr | Ort            | Land | Einzel        | Doppel        | Mixed         | Team     |
| ------- | ------------------------------------ | ---- | -------------- | ---- | ------------- | ------------- | ------------- | -------- |
| GER     | Europaspiele                         | 2015 | Baku           | AZE  |               |               |               | 4        |
| GER     | Europameisterschaft                  | 2015 | Jekaterinburg  | RUS  | letzte 64     | Viertelfinale |               | 2        |
| GER     | Europameisterschaft                  | 2013 | Schwechat      | AUT  | letzte 16     | letzte 16     |               | 1        |
| GER     | Europameisterschaft                  | 2012 | Herning        | DEN  | letzte 16     |               |               |          |
| GER     | Europameisterschaft                  | 2011 | Gdańsk-Sopot   | POL  | Silber        |               |               | 1        |
| GER     | Europameisterschaft                  | 2010 | Ostrava        | CZE  | Silber        |               |               | 1        |
| GER     | Europameisterschaft                  | 2009 | Stuttgart      | GER  |               |               |               | 1        |
| GER     | Europameisterschaft                  | 2008 | St. Petersburg | RUS  |               |               |               | 1        |
| GER     | Europameisterschaft                  | 2007 | Belgrad        | SRB  |               |               | Viertelfinale |          |
| GER     | Jugendeuropameisterschaft (Kadetten) | 2000 | Bratislava     | SVK  |               |               |               | 1        |
| GER     | Jugendeuropameisterschaft (Junioren) | 2005 | Ostrava        | CZE  | Silber        |               |               |          |
| GER     | Jugendeuropameisterschaft (Junioren) | 2004 | Budapest       | HUN  | Halbfinale    |               |               | 1        |
| GER     | Jugendeuropameisterschaft (Junioren) | 2002 | Moskau         | RUS  |               | Gold          |               | 1        |
| GER     | EURO-TOP12                           | 2010 | Düsseldorf     | GER  | 5. Platz      |               |               |          |
| GER     | Pro Tour                             | 2013 | Berlin         | GER  | letzte 64     |               |               |          |
| GER     | Pro Tour                             | 2013 | Doha           | QAT  | Viertelfinale |               |               |          |
| GER     | Pro Tour                             | 2013 | Wels           | AUT  | letzte 64     |               |               |          |
| GER     | Pro Tour                             | 2012 | Poznań         | POL  | letzte 32     |               |               |          |
| GER     | Pro Tour                             | 2012 | Olomouc        | CZE  | letzte 32     |               |               |          |
| GER     | Pro Tour                             | 2012 | Doha           | QAT  | letzte 16     |               |               |          |
| GER     | Pro Tour                             | 2012 | Velenje        | SLO  | letzte 16     |               |               |          |
| GER     | Pro Tour                             | 2011 | Schwechat      | AUT  | letzte 16     | letzte 16     |               |          |
| GER     | Pro Tour                             | 2011 | Suzhou         | CHN  | letzte 32     | letzte 16     |               |          |
| GER     | Pro Tour                             | 2011 | Incheon        | KOR  | letzte 32     |               |               |          |
| GER     | Pro Tour                             | 2011 | Wladyslawowo   | POL  | Halbfinale    |               |               |          |
| GER     | Pro Tour                             | 2011 | Dortmund       | GER  | letzte 32     | letzte 16     |               |          |
| GER     | Pro Tour                             | 2010 | Warschau       | POL  | Halbfinale    | Halbfinale    |               |          |
| GER     | Pro Tour                             | 2010 | Wels           | AUT  | letzte 32     | letzte 16     |               |          |
| GER     | Pro Tour                             | 2010 | Suzhou         | CHN  | letzte 64     | Viertelfinale |               |          |
| GER     | Pro Tour                             | 2010 | Incheon        | KOR  | letzte 32     | Gold          |               |          |
| GER     | Pro Tour                             | 2010 | New Delhi      | IND  | letzte 16     | letzte 16     |               |          |
| GER     | Pro Tour                             | 2010 | Berlin         | GER  | letzte 32     | Viertelfinale |               |          |
| GER     | Pro Tour                             | 2010 | Doha           | QAT  | letzte 64     | Viertelfinale |               |          |
| GER     | Pro Tour                             | 2010 | Velenje        | SVN  | letzte 32     | Silber        |               |          |
| GER     | Pro Tour                             | 2009 | Warschau       | POL  | Halbfinale    | Halbfinale    |               |          |
| GER     | Pro Tour                             | 2009 | Seoul          | KOR  | Viertelfinale | Viertelfinale |               |          |
| GER     | Pro Tour                             | 2009 | Wakayama       | JPN  | Silber        | Viertelfinale |               |          |
| GER     | Pro Tour                             | 2009 | Su Zhou        | CHN  | letzte 32     | Halbfinale    |               |          |
| GER     | Pro Tour                             | 2009 | Bremen         | GER  | letzte 32     | letzte 16     |               |          |
| GER     | Pro Tour                             | 2009 | Doha           | QAT  | letzte 32     | letzte 16     |               |          |
| GER     | Pro Tour                             | 2009 | Frederikshavn  | DEN  | letzte 16     |               |               |          |
| GER     | Pro Tour                             | 2009 | Frederikshavn  | DEN  |               | letzte 16     |               |          |
| GER     | Pro Tour                             | 2008 | Salzburg       | AUT  | Halbfinale    |               |               | 5        |
| GER     | Pro Tour                             | 2008 | Doha           | QAT  | letzte 64     | letzte 16     |               |          |
| GER     | Pro Tour                             | 2007 | Toulouse       | FRA  | letzte 64     |               |               |          |
| GER     | Pro Tour                             | 2007 | St Petersburg  | RUS  | letzte 64     |               |               |          |
| GER     | Pro Tour                             | 2007 | Shenzhen       | CHN  | letzte 64     |               |               |          |
| GER     | Pro Tour                             | 2007 | Taipei         | TPE  | letzte 64     |               |               |          |
| GER     | Pro Tour                             | 2007 | Nanjing        | CHN  | letzte 64     |               |               |          |
| GER     | Pro Tour                             | 2007 | Belo Horizonte | BRA  | letzte 16     | letzte 16     |               |          |
| GER     | Pro Tour                             | 2007 | Belo Horizonte | BRA  | letzte 16     | letzte 16     |               |          |
| GER     | Pro Tour                             | 2007 | Doha           | QAT  | letzte 64     |               |               |          |
| GER     | Pro Tour                             | 2007 | Zagreb         | HRV  | letzte 64     |               |               |          |
| GER     | Pro Tour                             | 2006 | Bayreuth       | GER  | letzte 16     |               |               |          |
| GER     | Pro Tour                             | 2006 | Yokohama       | JPN  | letzte 64     |               |               |          |
| GER     | Pro Tour                             | 2006 | Guangzhou      | CHN  | letzte 64     |               |               |          |
| GER     | Pro Tour                             | 2006 | Kunshan        | CHN  | letzte 64     |               |               |          |
| GER     | Pro Tour                             | 2006 | Kuwait City    | KUW  | letzte 64     |               |               |          |
| GER     | Pro Tour                             | 2005 | Yokohama       | JPN  | letzte 64     | letzte 16     |               |          |
| GER     | Pro Tour                             | 2005 | Shenzhen       | CHN  | letzte 64     |               |               |          |
| GER     | Pro Tour                             | 2004 | Kobe           | JPN  | letzte 64     |               |               |          |
| GER     | Pro Tour Grand Finals                | 2010 | Seoul          | KOR  |               | Viertelfinale |               |          |
| GER     | Pro Tour Grand Finals                | 2009 | Macau          | MAC  | letzte 16     | Halbfinale    |               |          |
| GER     | Weltmeisterschaft                    | 2013 | Paris          | FRA  | Viertelfinale | letzte 16     |               |          |
| GER     | Weltmeisterschaft                    | 2012 | Dortmund       | GER  |               |               |               | 2        |
| GER     | Weltmeisterschaft                    | 2011 | Rotterdam      | NED  | letzte 32     | Viertelfinale |               |          |
| GER     | Weltmeisterschaft                    | 2010 | Moskau         | RUS  |               |               |               | 2        |
| GER     | Weltmeisterschaft                    | 2009 | Yokohama       | JPN  | letzte 64     | letzte 64     | letzte 64     |          |
| GER     | Weltmeisterschaft                    | 2008 | Guangzhou      | CHN  |               |               |               | 7        |
| GER     | Weltmeisterschaft                    | 2007 | Zagreb         | HRV  | letzte 128    | letzte 32     | letzte 64     |          |
| GER     | World Cup                            | 2013 | Verviers       | BEL  | 9.–12. Platz  |               |               |          |
| GER     | Jugendweltmeisterschaft              | 2005 | Linz           | AUT  | Gold          |               |               |          |
| GER     | Jugendweltmeisterschaft              | 2004 | Kobe           | JPN  | letzte 16     |               |               |          |
| GER     | Jugendweltmeisterschaft              | 2003 | Santiago       | CHI  |               | Viertelfinale |               |          |
| GER     | World Junior Circuit                 | 2005 | Cetniewo       | POL  | Viertelfinale |               |               |          |
| GER     | World Junior Circuit                 | 2005 | Platja d’Aro   | ESP  | Halbfinale    |               |               |          |
| GER     | World Junior Circuit                 | 2005 | Casablanca     | MAR  | Gold          |               |               |          |
| GER     | World Junior Circuit                 | 2005 | Örebro         | SWE  | Viertelfinale |               |               |          |
| GER     | World Junior Circuit                 | 2003 | Platja d’Aro   | ESP  | Viertelfinale |               |               |          |
| GER     | World Junior Circuit Finals          | 2005 | Santo Domingo  | DOM  | Viertelfinale |               |               |          |
| GER     | WTC-World Team Cup                   | 2013 | Guangzhou      | CHN  |               |               |               | 5. Platz |
| GER     | WTC-World Team Cup                   | 2011 | Magdeburg      | GER  |               |               |               | 3. Platz |
| GER     | WTC-World Team Cup                   | 2010 | Dubai          | UAE  |               |               |               | 3. Platz |
| GER     | WTC-World Team Cup                   | 2009 | Linz           | AUT  |               |               |               | 3. Platz |

## Verlauf der Position in der Weltrangliste

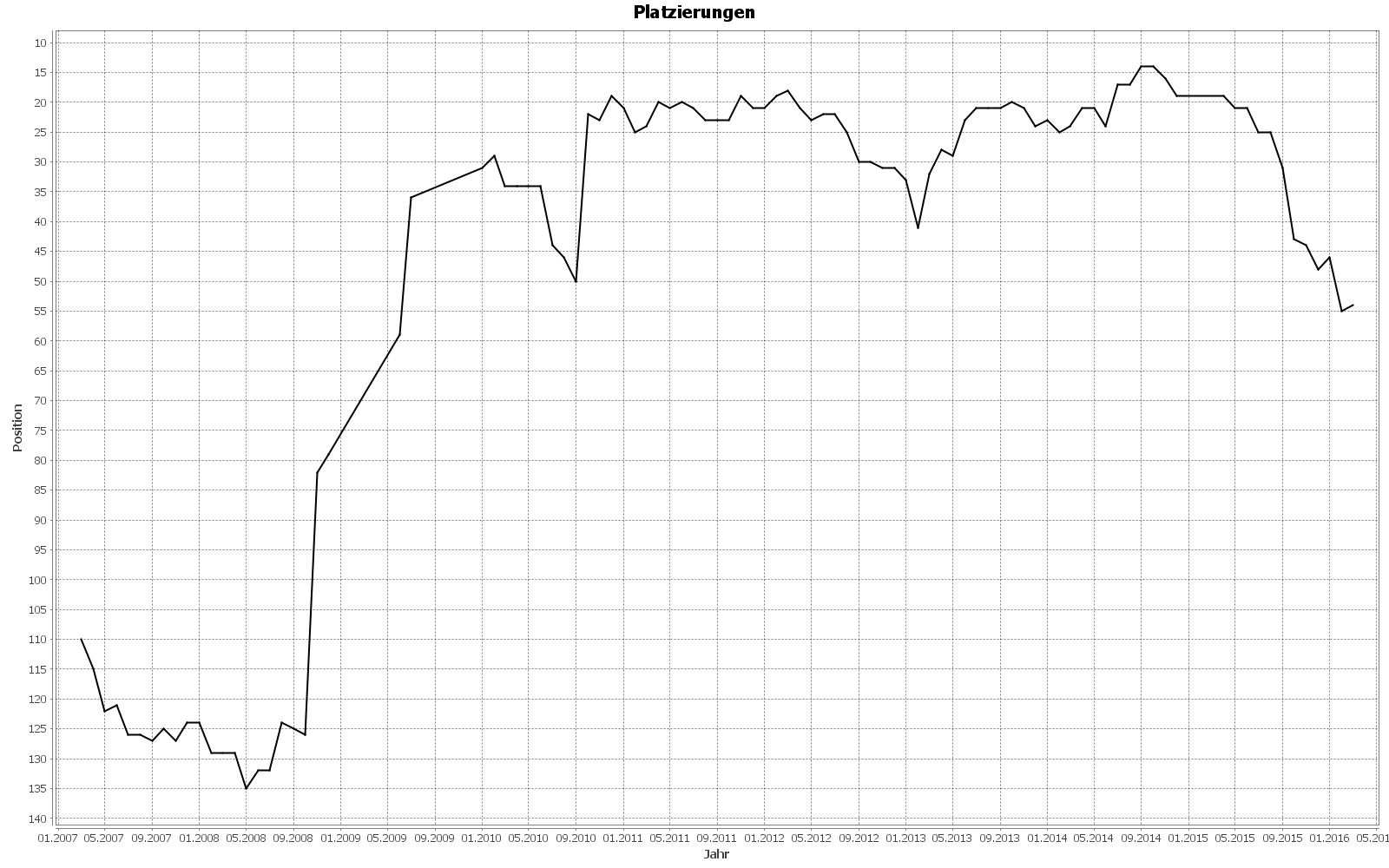

Stand März 2016